# Richard E. Grant
Richard Esterhuysen Grant (Mbabane, 5 maggio 1957) è un attore britannico, candidato all'Oscar al miglior attore non protagonista per la sua acclamata interpretazione di Jack Hock nel film Copia originale.
È anche noto per i suoi ruoli nei film Dracula di Bram Stoker (1992), The Iron Lady (2011), Logan: The Wolverine (2017) e Star Wars - L'ascesa di Skywalker (2019) e nella serie televisiva Loki (2021), oltre che per la collaborazione con Robert Altman.

## Biografia

### Gioventù
Grant è nato a Mbabane, nell'allora Swaziland britannico, il 5 maggio 1957 da padre sudafricano di origini afrikaner ed inglesi, Henrik Esterhuysen (morto nel 1981), e da madre sudafricana di origini tedesche ed inglesi. Dopo aver frequentato la scuola di Waterford Kamhlaba, Grant ha studiato inglese e teatro all'Università di Cape Town, in Sudafrica.

### Carriera
Membro della compagnia dello Space Theather Company, si trasferisce a Londra nel 1982, dove, grazie alla sua somiglianza con l'attore Michael Denison, colleziona partecipazioni televisive in episodi di varie sitcom, telefilm e film polizieschi. Debutta nel cinema nel 1987 con il film Shakespeare a colazione di Bruce Robinson, in occasione del quale deve perdere peso e viene costretto dal regista ad ubriacarsi con della vodka per ottenere una recitazione più realistica; in questo periodo la figlia di Grant, nata prematuramente, muore.
In seguito partecipa a numerose pellicole come Le montagne della luna, Pazzi a Beverly Hills, Hudson Hawk - Il mago del furto, Il bacio del serpente, Jack & Sarah, The Iron Lady, Il mio amico vampiro e Sacro e profano. Nel 1994 prende parte al film Prêt-à-Porter, mentre nel 1997 ottiene una parte in Spice Girls - Il film. Nel 1995 è uno dei protagonisti del film Ritratto di signora di Jane Campion e, sempre nello stesso anno, prende parte a La dodicesima notte. Fa inoltre parte del cast del film televisivo Canto di Natale, recitando insieme a Patrick Stewart. Recita, insieme a Christina Ricci, in Penelope, un film del 2006. Il 1º dicembre dello stesso anno, con l'aiuto del programma BBC Newsnight, Grant ha denunciato una truffa da 98 milioni di dollari nella vendita di una cura per l'AIDS fasulla.
Prende parte, nel 2009, al film Lo schiaccianoci, liberamente ispirato al balletto, mentre nel 2011 entra nel cast del film italiano di Carlo Vanzina Sotto il vestito niente - L'ultima sfilata. Partecipa, nel 2013, al film Dom Hemingway, recitando al fianco di Jude Law, mentre nel 2016 recita in Jackie. Nel 2015 doppia il protagonista del corto Teeth, diretto da Tom Brown e Daniel Gray. Interpreta la parte del villain Zander Rice in Logan: The Wolverine (2017), un film di James Mangold facente parte della serie cinematografica degli X-Men. Nel 2018 riceve il plauso universale della critica per l'interpretazione di Jack Hock nel film biografico Copia originale, nel quale affianca Melissa McCarthy. Per il ruolo viene candidato a molti premi, tra cui l'Oscar al miglior attore non protagonista, il Golden Globe per il miglior attore non protagonista, il BAFTA al miglior attore non protagonista, lo Screen Actors Guild Award al miglior attore non protagonista, vincendo un Independent Spirit Award.
Nel 2019 viene annunciata la sua partecipazione al film Star Wars - L'ascesa di Skywalker, dove interpreta lo spietato Generale del Primo Ordine, Enric Pryde. Nel 2021 ha ottenuto la parte di Loki Classico (una variante anziana di Loki sopravvissuta agli eventi del film Avengers: Infinity War) nell'omonima serie televisiva del Marvel Cinematic Universe. Nel 2022 ha partecipato al film Persuasione, con Henry Golding e Dakota Johnson.

### Vita privata
Incontrò Joan Washington, che gli fece da insegnante per imparare l'accento inglese di Belfast per una parte che gli era stata affidata in un telefilm, mentre lui insegnò a lei l'accento inglese sud-africano. Grant e Joan si sposarono nel 1986 e hanno una figlia, Olivia. Richard ha anche un figliastro, Tom.
Il 3 settembre 2021, Richard annuncia su Instagram la morte della moglie Joan avvenuta il giorno precedente, a causa di un carcinoma del polmone al quarto stadio.

## Filmografia

### Attore

#### Cinema
- Shakespeare a colazione (Withnail and I), regia di Bruce Robinson (1987)
- Città segreta (Hidden City), regia di Stephen Poliakoff (1987)
- Come fare carriera nella pubblicità (How to Get Ahead in Advertising), regia di Bruce Robinson (1989)
- Warlock, regia di Steve Miner (1989)
- Le montagne della luna (Mountains of the Moon), regia di Bob Rafelson (1990)
- Killing Dad (Killing Dad or How to Love Your Mother), regia di Michael Austin (1990)
- Henry & June, regia di Philip Kaufman (1990)
- Pazzi a Beverly Hills (L.A. Story), regia di Mick Jackson (1991)
- Hudson Hawk - Il mago del furto (Hudson Hawk), regia di Michael Lehmann (1991)
- I protagonisti (The Player), regia di Robert Altman (1992)
- Dracula di Bram Stoker (Bram Stoker's Dracula), regia di Francis Ford Coppola (1992)
- L'età dell'innocenza (The Age of Innocence), regia di Martin Scorsese (1993)
- Prêt-à-Porter, regia di Robert Altman (1994)
- Jack & Sarah, regia di Tim Sullivan (1995)
- L'ombra della follia (The Cold Light of Day), regia di Rudolf van den Berg (1996)
- Ritratto di signora (The Portrait of a Lady), regia di Jane Campion (1996)
- La dodicesima notte (Twelfth Night), regia di Trevor Nunn (1996)
- Il bacio del serpente (The Serpent's Kiss), regia di Philippe Rousselot (1997)
- La stagione dell'aspidistra (Keep the Aspidistra Flying), regia di Robert Bierman (1997)
- Spice Girls - Il film (Spice World), regia di Bob Spiers (1997)
- Food of Love, regia di Stephen Poliakoff (1997)
- Tutto per amore (St. Ives), regia di Harry Hook (1998)
- Cash in Hand, regia di Justin Baldwin (1998)
- The Match, regia di Mick Davis (1999)
- Il mio amico vampiro (The Little Vampire), regia di Uli Edel (2000)
- Hildegarde, regia di Di Drew (2001)
- Gosford Park, regia di Robert Altman (2001)
- Monsieur N., regia di Antoine de Caunes (2003)
- Bright Young Things, regia di Stephen Fry (2003)
- Tooth, regia di Edouard Nammour (2004)
- Bustin' Bonaparte, regia di David Lister (2004)
- Colour Me Kubrick, regia di Brian W. Cook (2005)
- Penelope, regia di Mark Palansky (2006)
- Sacro e profano (Filth and Wisdom), regia di Madonna (2008)
- The Garden of Eden, regia di John Irvin (2008)
- Cuckoo, regia di Richard Bracewell (2009)
- Love Hurts, regia di Barra Grant (2009)
- Lo schiaccianoci (The Nutcracker in 3D), regia di Andrej Končalovskij (2009)
- First Night, regia di Christopher Menaul (2010)
- Sotto il vestito niente - L'ultima sfilata, regia di Carlo Vanzina (2011)
- Foster, regia di Jonathan Newman (2011)
- Horrid Henry - Piccola peste (Horrid Henry: The Movie), regia di Nick Moore (2011)
- How to Stop Being a Loser, regia di Dominic Burns (2011)
- The Iron Lady, regia di Phyllida Lloyd (2011)
- Kath & Kimderella, regia di Ted Emery (2012)
- Questione di tempo (About Time), regia di Richard Curtis (2013)
- Dom Hemingway, regia di Richard Shepard (2013)
- Queen & Country, regia di John Boorman (2014)
- Jackie, regia di Pablo Larraín (2016)
- L'ora più bella (Their Finest), regia di Lone Scherfig (2016)
- Logan: The Wolverine (Logan), regia di James Mangold (2017)
- Come ti ammazzo il bodyguard (The Hitman's Bodyguard), regia di Patrick Hughes (2017)
- Lo schiaccianoci e i quattro regni (The Nutcracker and the Four Realms), regia di Lasse Hallström e Joe Johnston (2018)
- Copia originale (Can You Ever Forgive Me?), regia di Marielle Heller (2018)
- Star Wars - L'ascesa di Skywalker (Star Wars: The Rise of Skywalker) regia di J. J. Abrams (2019)
- Tutti parlano di Jamie (Everybody's Talking About Jamie), regia di Jonathan Butterell (2021)
- Come ti ammazzo il bodyguard 2 - La moglie del sicario (Hitman's Wife's Bodyguard), regia di Patrick Hughes (2021)
- Persuasione (Persuasion), regia di Carrie Cracknell (2022)
- The Lesson, regia di Alice Troughton (2023)
- Saltburn, regia di Emerald Fennell (2023)
- Argylle - La super spia (Argylle), regia di Matthew Vaughn (2024)
- Death of a Unicorn, regia di Alex Scharfman (2025)
- Il club dei delitti del giovedì (The Thursday Murder Club), regia di Chris Columbus (2025)

#### Televisione
- Sweet Sixteen – serie TV, episodio 1x06 (1983)
- Screen Two – serie TV, episodi 2x05-5x09 (1986-1989)
- Lizzie's Pictures – serie TV, episodio 1x01 (1987)
- Codename Kyril – serie TV, 4 episodi (1988)
- Thieves in the Night, regia di Wolfgang Storch – film TV (1988)
- The Other Side, regia di Gareth Davies – film TV (1992)
- Great Performances – serie TV, episodio 21x10 (1993)
- Absolutely Fabulous – serie TV, episodio 2x01 (1994)
- Hard Times – miniserie TV (1994)
- Performance – serie TV, episodio 5x04 (1995)
- Karaoke – miniserie TV (1996)
- Cold Lazarus – miniserie TV (1996)
- A Royal Scandal - regia di Sheree Folkson (1997)
- Let Them Eat Cake – serie TV, episodio 1x03 (1999)
- Trial & Retribution – serie TV, episodi 3x01-3x02 (1999)
- Canto di Natale (A Christmas Carol), regia di David Hugh Jones – film TV (1999)
- La primula rossa (The Scarlet Pimpernel) – miniserie TV (1999-2000)
- Il mastino dei Baskerville (The Hound of the Baskervilles), regia di David Attwood – film TV (2002)
- Posh Nosh – serie TV, 8 episodi (2003)
- Frasier – serie TV, episodio 11x23 (2004)
- Above and Beyond – miniserie TV (2006)
- Miss Marple (Agatha Christie's Marple) – serie TV, episodio 3x04 (2007)
- Dalziel and Pascoe – serie TV, episodi 12x01-12x02 (2007)
- Mumbai Calling – serie TV, episodio 1x03 (2008)
- Freezing – serie TV, episodio 1x01 (2009)
- The Crimson Petal and the White – miniserie TV (2011)
- Rab C. Nesbitt – serie TV, episodio 10x01 (2011)
- Rev. – serie TV, episodio 2x05 (2011)
- The Fear – serie TV, episodi 1x20-1x03-1x04 (2012)
- Doctor Who – serie TV, 3 episodi (2012-2013)
- Girls – serie TV, 4 episodi (2014)
- Downton Abbey – serie TV, 4 episodi (2014)
- Psychobitches – serie TV, episodio 2x06 (2014)
- Dig – serie TV, 10 episodi (2015)
- Jekyll & Hyde – serie TV, 9 episodi (2015)
- Il Trono di Spade (Game of Thrones) – serie TV, episodi 6x5-6x6 (2016)
- Make Christmas Great Again, regia di Errol Etienne e Peter Orton – film TV (2017)
- Hang Ups – serie TV, 5 episodi (2018)
- Una serie di sfortunati eventi (A Series of Unfortunate Events) – serie TV, episodi 3x01-3x02-3x06 (2019)
- Messaggi da Elsewhere (Dispatches from Elsewhere) – serie TV (2020)
- Loki – serie TV, 2 episodi (2021)

#### Cortometraggi
- Calliope, regia di Alun Harris (1994)
- Butter, regia di Alan Cumming (1994)
- Franz Kafka's It's a Wonderful Life, regia di Peter Capaldi (1995)
- Comic Relief: Doctor Who - The Curse of Fatal Death, regia di John Henderson (1999)
- Always Crashing in the Same Car, regia di Duncan Wellaway (2007)
- The Man Who Married Himself, regia di Garrick Lee Hamm (2010)
- The Wishing Horse, regia di Alexander Darby (2014)

### Doppiatore
- The Legends of Treasure Island (8 episodi, 1993)
- Captain Star (4 episodi, 1997)
- C'era una volta Gesù (The miracle maker) (2000)
- Doctor Who: Scream of the Shalka (6 episodi, 2003)
- La sposa cadavere (Corpse Bride), regia di Tim Burton, Mike Johnson (2005)
- Garfield 2 (Garfield: A Tail of Two Kitties), regia di Tim Hill (2006)
- Jackboots on Whitehall (2010)
- Zambezia, regia di Wayne Thornley (2012)
- Khumba, regia di Anthony Silverston (2013)
- Teeth, regia di Tom Brown e Daniel Gray (2015)
- The Last Dragonslayer, regia di Jamie Magnus Stone (2016)

## Teatro
- Sogno di una notte di mezza estate di William Shakespeare, regia di Bernard Hopkins. Regent's Park Open Air Theatre di Londra (1984)
- Le allegre comari di Windsor di William Shakespeare, regia di David Conville. Regent's Park Open Air Theatre di Londra (1984)
- L'importanza di chiamarsi Ernesto di Oscar Wilde, regia di Nicholas Hytner. Aldwych Theatre di Londra (1993)
- My Fair Lady, libretto di Alan Jay Lerner, colonna sonora di Frederick Loewe, regia di Olivier Fredj. Opera di Chicago (2017)

## Riconoscimenti
- Premio Oscar
  - 2019 – Candidatura al miglior attore non protagonista per Copia originale
- Golden Globe
  - 2019 – Candidatura al miglior attore non protagonista per Copia originale
- BAFTA
  - 2019 – Candidatura al miglior attore non protagonista per Copia originale

## Doppiatori italiani
Nelle versioni in italiano delle opere in cui ha recitato, Richard E. Grant è stato doppiato da:
- Massimo Lodolo in Henry & June, Trial & Retribution III, Il mastino dei Baskerville, Doctor Who, L'ora più bella, Come ti ammazzo il bodyguard 2 - La moglie del sicario, Argylle - La super spia, Death of a Unicorn
- Marco Mete in Dracula di Bram Stoker, Gosford Park, Sacro e profano, Lo schiaccianoci, Logan: The Wolverine, Loki, The Lesson
- Roberto Pedicini in Shakespeare a colazione, Ritratto di signora, La stagione dell'aspidistra, Il mio amico vampiro, Sotto il vestito niente - L'ultima sfilata, Come ti ammazzo il bodyguard
- Sergio Lucchetti in Colour Me Kubrick, Foster, Horrid Henry - Piccola peste
- Francesco Prando in Downtown Abbey, Girls, Tutti parlano di Jamie
- Giovanni Petrucci in Frasier, Doctor Who (ep. 7x07)
- Luca Ward in Jack & Sarah, Saltburn
- Sergio Di Stefano ne La primula rossa, Miss Marple
- Franco Mannella ne Lo schiaccianoci e i quattro regni, Messaggi da Elsewhere
- Alberto Bognanni in Killing Dad
- Massimo Giuliani in Pazzi a Beverly Hills
- Francesco Pannofino in Hudson Hawk - Il mago del furto
- Stefano De Sando ne I protagonisti
- Stefano Mondini in L'età dell'innocenza
- Vittorio Guerrieri in Prêt-à-Porter
- Manlio De Angelis ne La 12ª notte
- Fabrizio Pucci in Spice Girls - Il film
- Saverio Indrio in Tutto per amore
- Gianluca Iacono in The Match
- Mauro Gravina in Canto di Natale
- Sandro Acerbo in Criminal Minds
- Luca Biagini in Penelope
- Mario Cordova in The Iron Lady
- Massimo Lopez ne Il Trono di Spade
- Gaetano Varcasia in Dom Hemingway
- Ennio Coltorti in Jackie
- Gianni Giuliano in Una serie di sfortunati eventi
- Loris Loddi in Copia originale
- Antonio Sanna in Star Wars - L'ascesa di Skywalker
- Massimo De Ambrosis in Persuasione
- Antonio Palumbo in Pazzi a Beverly Hills (ridoppiaggio)

Da doppiatore è sostituito da:
- Massimo Lodolo in The Miracle Maker
- Sergio Di Stefano in La sposa cadavere
- Fabrizio Mazzotta in Garfield 2
- Diego Sabre in Zambezia
- Marco Mete in Khumba
- Claudio Beccari in Sackboy - Una grande avventura